# Organisationsverschulden
Organisationsverschulden ist im Deliktsrecht die Haftung wegen der Verletzung von Organisationspflichten oder wegen Nichterfüllung rechtlicher Anforderungen an betriebliche organisatorische Maßnahmen. Damit wird das Verschulden in Organisationen nicht unbedingt der handelnden Person zugeordnet. In den typischen Anwendungsfällen wird damit ein organisationsbedingter Fehler eines Arbeitnehmers dem Arbeitgeber angelastet.
Um Organisationspflichten handelt es sich, wenn jemand die Verkehrssicherungspflicht auf Dritte überträgt und im Wege der Delegation dafür zu sorgen hat, dass der Dritte der Verkehrssicherungspflicht in gehöriger Weise nachkommt. Verletzt der Dritte die ihm delegierte Verkehrssicherungspflicht, so haftet der Übertragende wegen Organisationsverschuldens. Die primäre Organisationspflicht besteht darin, eine an den Aufgaben orientierte, zweckmäßige Organisation bei Unternehmensgründung zu schaffen. Dazu gehört die Wahl der richtigen Rechtsform bis hin zu einer geeigneten Aufbau- und Ablauforganisation. Von einer sekundären Organisationspflicht spricht man, wenn die Unternehmensleitung in eine bestehende Organisation eingreift, um auftretende Organisationsmängel zu beseitigen. Der wesentliche Unterschied zwischen gewöhnlicher deliktischer Haftung und Haftung aufgrund Organisationsverschuldens liegt darin, dass der Haftende bei mangelhafter Organisation in der Regel auch dann haftet, wenn den im Einzelfall handelnden Mitarbeiter kein Verschulden trifft.

## Arten
Die Rechtsfigur des Organisationsverschuldens gibt es kraft Gesetzes und durch die Rechtsprechung.

### Körperschaftliches Organisationsverschulden
In § 31 BGB gibt es eine eigenständige Haftung für Organisationsmängel, das so genannte körperschaftliche Organisationsverschulden. Diese Vorschrift ist allerdings keine haftungsbegründende Anspruchsgrundlage, sondern eine haftungszuordnende Norm. Danach ist der Verein für Schäden verantwortlich, die durch seine Organe einem Dritten zufügt werden. Diese gesetzliche Regelung gilt – entgegen ihrem Wortlaut – nicht nur für rechtsfähige privatrechtliche Vereine, sondern auch für juristische Personen des öffentlichen Rechts (§ 89 BGB) sowie für juristische Personen (AG, GmbH) und Personengesellschaften (OHG und KG) und die BGB-Gesellschaft. So muss ein Geschäftsführer einer GmbH bei der Organisation der Gesellschaft darauf achten, dass er über eine ausreichende Übersicht über die wirtschaftliche und finanzielle Situation der Gesellschaft verfügt, um seine Pflichten entsprechend wahrnehmen zu können.

### Betriebliches Organisationsverschulden
Das betriebliche Organisationsverschulden wurde hingegen von der Rechtsprechung als Unterfall der unerlaubten Handlung nach § 823 Abs. 1 BGB entwickelt. Hiernach haftet die Unternehmensleitung, wenn sie versäumt hat, allgemeine organisatorische Anordnungen zu treffen. Das betriebliche Organisationsverschulden kennt drei Formen:
Selektionsverschulden
liegt vor, wenn ein Unternehmen die Verantwortung an ungeeignete Mitarbeiter delegiert;
Anweisungsverschulden
Arbeitsanweisungen fehlen, sind fehlerhaft oder lückenhaft;
Überwachungsverschulden
Kontrollen werden gar nicht oder lückenhaft durchgeführt.
Im Aktiengesetz finden sich zahlreiche Vorschriften über die innere Organisation der Gesellschaft (§§ 76 ff., §§ 95 ff., §§ 118 ff. AktG) und die Organisation eines multipersonalen Vorstands (§§ 77 ff. AktG). Die Aufgaben der internen Organisation obliegen dem Vorstand (§ 76 Abs. 1 AktG), bei der GmbH hat die Geschäftsführung für die sorgfältige Organisation der betrieblichen Abläufe zu sorgen (§ 6 Abs. 1, § 35 Abs. 1 GmbHG). Erfüllen sie diese Pflichten eines „ordentlichen und gewissenhaften Geschäftsleiters“ (§ 93 Abs. 1 AktG) bzw. eines „ordentlichen Geschäftsmannes“ (§ 43 Abs. 1 GmbHG) nicht, so greift die persönliche Haftung gegenüber der Gesellschaft aus § 93 Abs. 2 AktG oder § 43 Abs. 2 GmbHG. Die Unternehmensleitung ist insbesondere verpflichtet, das Eigentum Dritter, etwa des Leasinggebers, des Sicherungseigentümers oder des Eigentumsvorbehaltslieferanten zu schützen. Sie haftet gegenüber Dritten nach Deliktsrecht wegen Eigentumsverletzung persönlich, wenn sie Gegenstände, die im Eigentum eines Dritten stehen, veräußert oder eine solche Veräußerung veranlasst („Baustoff-Entscheidung“). Dieses – in der Fachliteratur umstrittene – Urteil ist zu einem zentralen Aspekt des betrieblichen Organisationsverschuldens geworden.

## Organisationsverschulden bei Kreditinstituten
Kreditinstitute müssen nach der Organisationsvorgabe des § 25a KWG über eine „ordnungsgemäße Geschäftsorganisation verfügen, die die Einhaltung der vom Institut zu beachtenden gesetzlichen Bestimmungen und der betriebswirtschaftlichen Notwendigkeiten gewährleistet“. Der Bundesgerichtshof (BGH) verlangte hierzu in einem Urteil vom Mai 2009, dass eine Bank ihren Geschäftsbetrieb zum Schutz des Rechtsverkehrs so organisieren muss, „dass bei ihr vorhandenes Wissen den Mitarbeitern, die für die betreffenden Geschäftsvorgänge zuständig sind, zur Verfügung steht und von diesen auch genutzt wird. Danach ist […] ein vorsätzliches Organisationsverschulden der Bank gegeben, wenn sie ihre Verpflichtung zur Aufklärung der Kunden gekannt oder zumindest für möglich gehalten hat (bedingter Vorsatz) und es gleichwohl bewusst unterlassen hat, ihre Anlageberater anzuweisen, die Kunden entsprechend aufzuklären“. Das gilt insbesondere dann, wenn wie im Fall Richtlinien der BaFin bankintern nicht umgesetzt werden. Verstöße gegen § 25a KWG können bis hin zur Abberufung eines Geschäftsleiters nach § 36 Abs. 1 KWG führen.

## Organisationsverschulden in einer Behörde
Im Bereich der Amtshaftung (§ 839 BGB, Art. 34 GG) geht es oft um das Organisationsverschulden, wenn ein Bürger durch staatliches Handeln Schaden erleidet und sich innerhalb der Behörde kein konkret Verantwortlicher findet. Kann ein Verschulden des zuständigen Amtsträgers nicht nachgewiesen werden, da er beispielsweise zu dem Zeitpunkt, zu dem er eine bestimmte Handlung hätte vornehmen müssen, krank war, so schließt dies über die Figur des Organisationsverschuldens eine schuldhafte Pflichtverletzung der Behörde nicht aus. Wenn in einer Behörde Amtspflichten verletzt werden, ohne dass ein Verantwortlicher feststellbar ist, liegt mindestens ein Organisationsverschulden vor.
Ist eine Behörde in sachlicher und personeller Hinsicht nicht so ausgestattet, dass sie ihren Pflichten Dritten gegenüber nachkommen kann, so liegt z. B. bei Überlastung oder Überforderung der konkret handelnden Amtsträger, Ausfälle wegen Krankheit oder Urlaub, Nichteinstellung oder Nichtzurverfügungstellung des zur Aufgabenerfüllung erforderlichen Personals, ein eine Haftung auslösender Organisationsmangel der Behörde auch ohne persönliches Verschulden des Mitarbeiters vor.

## Andere Anwendungsfälle
Die Rechtsfigur des Organisationsverschuldens findet sich in der Rechtsprechung auch in anderen schuldrechtlichen Verhältnissen wieder, z. B. bei Reiseverträgen (Reisemängel). Der Reiseveranstalter haftet nur dann bei Reiseunfällen, wenn diesen ein eigenes Organisationsverschulden trifft.

## Schaden
Voraussetzungen für die Verschuldenshaftung aus Organisationsverschulden sind eine rechtswidrige Verletzungshandlung (auch Unterlassung), Verschulden und ein Schaden. Dann hat der Geschädigte einen Anspruch auf Schadensersatz. Die hiervon zu trennende Gefährdungshaftung (aus dem Produkthaftungsgesetz, Umwelthaftungsgesetz oder Wasserhaushaltsgesetz) ist anders geregelt. Bei der Verschuldenshaftung muss sich ein Unternehmer das Fehlverhalten seiner Mitarbeiter zurechnen lassen, er kann sich jedoch bei guter Betriebsorganisation (hinreichende Auswahl, Anleitung und Überwachung der Mitarbeiter) nach § 831 Abs. 1 Satz 2 BGB durch Entlastungsbeweis exkulpieren. Gegen derartige Schäden können sich Unternehmen durch eine D&O-Versicherung versichern.